# 罗杰疑案
《羅傑·艾克洛命案》（英語：The Murder of Roger Ackroyd）是阿嘉莎·克莉絲蒂所著的推理小說，1926年6月由柯林斯出版公司在英國出版。為克莉絲蒂最為知名的作品之一。
1990年被英國犯罪作家協會選為百大犯罪小說的第五位；1995年被美國推理作家協會選為百大犯罪小說的第12位。2013年，英國犯罪作家協會更將其評選為有史以來最佳的犯罪小說。

## 情節概要
英國金艾博特村發生一起命案，住在弗利恩莊的富商羅傑·艾克洛於其書房內遇害。住在同村的比利時籍偵探赫丘勒·白羅受艾克洛姪女弗洛拉的委託，著手調查此案，曾在命案發生前不久與被害者見過面的夏波醫生也協助白羅進行調查……

## 人物
- 赫丘勒·白羅，已退休的比利時籍偵探，住在金艾博特村。
- 詹姆斯·夏波醫生，金艾博特村的醫生，在此案中協助白羅查案，亦是此小說的第一人稱敘述者。
- 卡羅琳·夏波，夏波醫生的姐姐，愛打探他人的是非。
- 羅傑·艾克洛，命案的受害者，住在弗利恩莊。
- 拉爾夫·佩頓上尉，羅傑·艾克洛的繼子。
- 弗洛拉·艾克洛小姐，羅傑·艾克洛的姪女，與佩頓上尉有婚約。
- 艾克洛太太
- 赫克托·布倫特少校，羅傑·艾克洛的老友。
- 雷蒙，羅傑·艾克洛的秘書。
- 俄秀拉·伯恩，弗利恩莊的女僕之一。
- 帕克，弗利恩莊的管家
- 拉瑟兒小姐，弗利恩莊的女管家。
- 查爾斯·肯特
- 梅羅斯上校
- 拉格倫警官
- 哈孟先生，艾克洛的律師。

## 靈感
《羅傑·艾克洛命案》是克莉絲蒂跟威廉·柯林斯出版公司合作後寫的第一本小說。克莉絲蒂在其自傳中透露，姊夫詹姆斯曾跟她表達意見，認為偵探小說裡應該有像華生這樣的兇手；1924年3月，蒙塔巴頓爵士亦致信向她提出「敘述者是兇手」的建議；這都深深影響了克莉絲蒂對《羅傑·艾克洛命案》的創作。
克莉絲蒂表示在《羅傑·艾克洛命案》中她最喜歡的人物是夏波醫生的姐姐卡羅琳，甚至後來她創作的角色瑪波小姐可能就是從此產生的。

## 改編影視作品
1928年，被麥可·莫頓改編為戲劇《不在場證明》。克莉絲蒂不滿意這部戲劇中將卡羅琳·夏波的角色替換為一個漂亮年輕的女孩。
1939年，被奥森·韦尔斯改編為時长一小時的廣播劇，由韦尔斯本人替白羅與夏波醫生配音。
2000年，被改編為電視劇《大偵探白羅》第七季第一集，於獨立電視網播出。
2022年，被改编为中国大陆电视剧《民国大侦探》其中一单元。